# 王守海 (1943年)
王守海（1943年3月—），男，吉林公主岭人，中华人民共和国政治人物，曾任中共武汉市委副书记，武汉市人民政府市长，湖北省人大常委会副主任，第九届全国人大代表。